# Macrothyatira
Macrothyatira is een geslacht van vlinders van de familie eenstaartjes (Drepanidae), uit de onderfamilie Thyatirinae.

## Soorten
- M. conspicua (Leech, 1900)
- M. danieli Werny, 1966
- M. diminuta (Houlbert, 1921)
- M. fasciata (Houlbert, 1921)
- M. flavida (Butler, 1885)
- M. flavimargo (Leech, 1900)
- M. oblonga (Poujade, 1887)
- M. stramineata (Warren, 1912)
- M. subaureata (Sick, 1941)